# Przemysław Gdański
Przemysław Piotr Gdański (ur. 5 stycznia 1967) – polski ekonomista, bankowiec, szachista – Mistrz FIDE. Od 2017 prezes zarządu BNP Paribas Bank Polska S.A. (przed zmianą nazwy – BGŻ BNP Paribas).

## Życiorys
Jest absolwentem handlu zagranicznego na Uniwersytecie Gdańskim i rocznego programu w zakresie bankowości i finansów międzynarodowych w Loughborough University w Wielkiej Brytanii. Ukończył szereg specjalistycznych, menedżerskich programów rozwojowych wiodących uczelni biznesowych na świecie, m.in. IESE Business School (Advanced Management Program), Harvard Business School, London Business School, The Haas School of Business (University of California, Berkeley), Ashridge-Hult International Business School, HEC, Columbia Business School i INSEAD.
W latach 2003–2005 był dyrektorem w Banku BPH, w 2005 r. prezesem banku Calyon, a w latach 2006–2007 wiceprezesem Banku BPH. W listopadzie 2007 objął stanowisko wiceprezesa zarządu Banku Pekao SA, a w listopadzie 2008 – członka zarządu mBanku.
Od 1 listopada 2017 Przemysław Gdański kieruje BNP Paribas Bank Polska S.A. Pełni również funkcję Territory Head dla wszystkich spółek Grupy BNP Paribas w Polsce i przewodniczącego Rady Fundacji BNP Paribas.
W latach 2019–2025 Przemysław Gdański był członkiem Rady Głównej Konfederacji Lewiatan, od 2019 członkiem Rady Doradczej Digital University, a od 2021 członkiem Rady Programowej UN Global Compact Network Poland. W tym samym roku został członkiem Rady Doradczej Wydziału Zarządzania Uniwersytetu Warszawskiego oraz partnerem prestiżowego międzynarodowego G100 Denim Club, organizacji skupiającej liderów wspierających parytet płci i równość.
W latach 2020–2023 zajmował miejsce w czołowej trójce rankingu Bankowiec Roku organizowanym przez Magazyn Forbes.
Od wielu lat konsekwentnie patronuje inicjatywom na rzecz propagowania różnorodności, równości płci oraz wspierania działalności przedsiębiorczych kobiet. W 2018 r. otrzymał nagrodę specjalną Male Champion of Change, Fundacji Sukcesu Pisanego Szminką.
W latach 80. sześciokrotnie wystąpił w finałach mistrzostw Polski juniorów w szachach. Najlepsze wyniki uzyskał w latach 1983–1984, dwukrotnie zajmując V miejsce w kategorii do 17 lat. Najwyższy ranking w karierze osiągnął 1 stycznia 1989, z wynikiem 2350 punktów dzielił wówczas 53–55. miejsce wśród polskich szachistów. W 1992 zakończył karierę szachową. Posiada tytuł mistrza FIDE, który otrzymał w 1993. W latach 2003–2004 pełnił funkcję Prezesa Polskiego Związku Szachowego.

## Nagrody i wyróżnienia
- 2017 – wyróżniony Odznaką Honorową Związku Banków Polskich (ZBP)[2];
- 2017 – nagroda specjalna za dokonania na rzecz wzmocnienia roli kobiet w biznesie Fundacji Sukcesu Pisanego Szminką[3];
- 2018 – nagroda dla Bankowego Managera Roku przyznawana przez Gazetę Bankową[4];
- 2018 – tytuł Digital Shaper za wybitny wkład w cyfrową transformację[5];
- 2019 – CEO Roku w konkursie The Heart Corporate Innovation Awards 2018[6];
- 2021 – nagroda Wizjonera Rynku, przyznawana podczas konferencji IT@BANK[7];
- 2023 – nagroda Solidarity Award przyznana przez Vital Voices Poland;
- 2024 – nagroda Masters of Innovation Leadership w konkursie Masters&Robots Awards, organizowanym przez Digital University[8].
- 2024 – Odznaka Honorowa za Zasługi dla Rozwoju Gospodarki Rzeczypospolitej Polskiej[9]
- 2025 – Złoty Krzyż Zasługi[10]